# 勒特吕埃勒
勒特吕埃勒（法語：Le Truel，法語發音：[lə tʁyɛl]）是法国阿韦龙省的一个市镇，属于米约区。

## 地理
勒特吕埃勒（44°2'58"N, 2°45'18"E）面积26.48 平方千米，位于法国奧克西塔尼大區阿韦龙省，该省份为法国南部内陆省份，位于法國中央高原南部，北起顺时针与康塔爾省、洛泽尔省、加尔省、埃罗省、塔恩省、塔恩-加龙省和洛特省接壤。
与勒特吕埃勒接壤的市镇（或旧市镇、城区）包括：艾塞讷、布罗基耶斯、莱科斯特戈宗、圣维克托和梅尔维约、帕纳自由城。

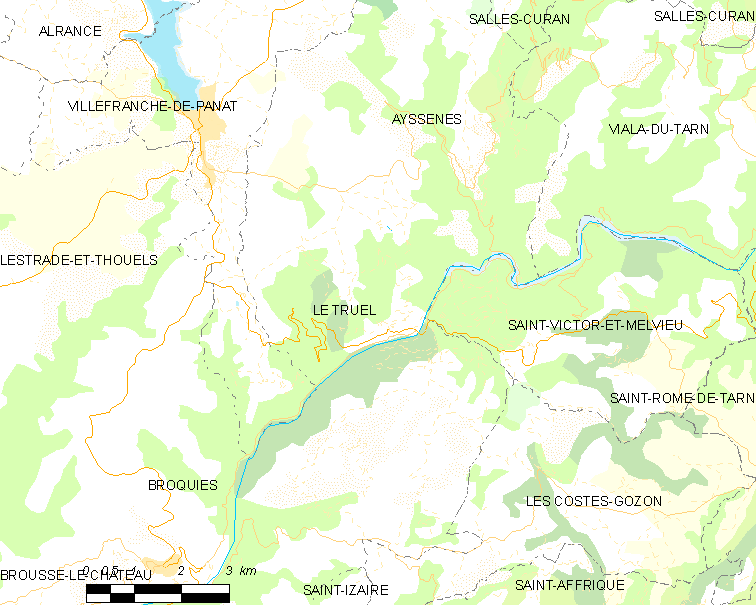
勒特吕埃勒的OSM定位图

勒特吕埃勒的时区为UTC+01:00、UTC+02:00（夏令时）。

## 行政
勒特吕埃勒的邮政编码为12430，INSEE市镇编码为12284。

## 政治
勒特吕埃勒所属的省级选区为拉斯普-莱韦祖县。

## 人口

1962-2008年间勒特吕埃勒人口变化图示

勒特吕埃勒于2022年1月1日时的人口数量为349人。